# Ейтенз (Алабама)
Ейтенз (англ. Athens, дос. «Атени») — місто (англ. city) в США, в окрузі Лаймстоун штату Алабама. Населення — 25 406 осіб (2020).

## Географія
Ейтенз розташований за координатами 34°46′42″ пн. ш. 86°56′58″ зх. д. / 34.77833° пн. ш. 86.94944° зх. д. (34.778334, -86.949534). За даними Бюро перепису населення США в 2010 році місто мало площу 103,06 км², з яких 102,40 км² — суходіл та 0,66 км² — водойми.

### Клімат
| Клімат : Ейтенз         | Клімат : Ейтенз | Клімат : Ейтенз | Клімат : Ейтенз | Клімат : Ейтенз | Клімат : Ейтенз | Клімат : Ейтенз | Клімат : Ейтенз | Клімат : Ейтенз | Клімат : Ейтенз | Клімат : Ейтенз | Клімат : Ейтенз | Клімат : Ейтенз | Клімат : Ейтенз |
| Показник                | Січ.            | Лют.            | Бер.            | Квіт.           | Трав.           | Черв.           | Лип.            | Серп.           | Вер.            | Жовт.           | Лист.           | Груд.           | Рік             |
| Абсолютний максимум, °C | 24,4            | 27,2            | 30,0            | 32,8            | 34,4            | 40,0            | 38,9            | 40,0            | 37,8            | 33,3            | 29,4            | 25,6            | 40,0            |
| Середній максимум, °C   | 10,1            | 12,8            | 17,7            | 22,6            | 26,6            | 30,4            | 31,9            | 32,2            | 29,2            | 23,2            | 17,2            | 11,6            | 22,2            |
| Середня температура, °C | 4,6             | 6,9             | 11,1            | 15,8            | 20,4            | 24,5            | 26,4            | 26,2            | 22,8            | 16,4            | 10,9            | 6,1             | 16,1            |
| Середній мінімум, °C    | −1              | 1,1             | 4,6             | 9,0             | 14,3            | 18,7            | 20,8            | 20,2            | 16,3            | 9,7             | 4,7             | 0,5             | 9,9             |
| Абсолютний мінімум, °C  | −17,8           | −18,3           | −11,1           | −5              | 3,3             | 8,3             | 13,9            | 10,0            | 3,9             | −2,2            | −8,9            | −12,8           | −18,3           |
| Норма опадів, мм        | 142             | 122             | 129             | 121             | 131             | 119             | 110             | 86              | 104             | 97              | 129             | 156             | 1445            |
| Днів з опадами          | 10,9            | 10,8            | 11,4            | 10,2            | 11,5            | 11,9            | 11,8            | 8,9             | 8,3             | 9,4             | 10,5            | 11,8            | 127,4           |
| Днів зі снігом          | 0,3             | 0,2             | 0,1             | 0,0             | 0,0             | 0,0             | 0,0             | 0,0             | 0,0             | 0,0             | 0,0             | 0,2             | 0,8             |
| ----------------------- | --------------- | --------------- | --------------- | --------------- | --------------- | --------------- | --------------- | --------------- | --------------- | --------------- | --------------- | --------------- | --------------- |
| Джерело: NOAA           |                 |                 |                 |                 |                 |                 |                 |                 |                 |                 |                 |                 |                 |

## Демографія
Згідно з переписом 2010 року, у місті мешкало 21 897 осіб у 9038 домогосподарствах у складі 5881 родини. Густота населення становила 212 особи/км². Було 9862 помешкання (96/км²).
Расовий склад населення:
| - 73,0 % — білих - 17,5 % — чорних або афроамериканців - 0,9 % — азіатів - 0,6 % — корінних американців - 0,1 % — вихідців з тихоокеанських островів - 5,9 % — осіб інших рас |

До двох чи більше рас належало 1,9 %. Частка іспаномовних становила 8,8 % від усіх жителів.
За віковим діапазоном населення розподілялося таким чином: 22,8 % — особи молодші 18 років, 61,0 % — особи у віці 18—64 років, 16,2 % — особи у віці 65 років та старші. Медіана віку мешканця становила 39,2 року. На 100 осіб жіночої статі у місті припадало 91,4 чоловіків; на 100 жінок у віці від 18 років та старших — 87,4 чоловіків також старших 18 років.
Середній дохід на одне домашнє господарство становив 70 244 долари США (медіана — 47 542), а середній дохід на одну сім'ю — 84 299 доларів (медіана — 57 017). Медіана доходів становила 47 248 доларів для чоловіків та 33 273 долари для жінок. За межею бідності перебувало 13,0 % осіб, у тому числі 15,9 % дітей у віці до 18 років та 11,4 % осіб у віці 65 років та старших.
Цивільне працевлаштоване населення становило 10 347 осіб. Основні галузі зайнятості: освіта, охорона здоров'я та соціальна допомога — 21,3 %, виробництво — 15,0 %, роздрібна торгівля — 11,8 %, науковці, спеціалісти, менеджери — 10,8 %.